# Hemelpoort, New York
Hemelpoort, New York (Engels: Sky Gate, New York) was een sculptuur van de Amerikaanse beeldhouwster Louise Nevelson aan de wand van de mezzanine in de North Tower van het World Trade Center (Lower Manhattan, New York).

## Beschrijving
Hemelpoort, New York dateerde uit 1978 was volgens beeldhouwer Louise Nevelson, bekend om haar houten wandtekeningen, een vertaling van de skyline van New York, die ze had gezien aan boord van een vlucht van New York naar Washington. Ze noemde haar sculptuur een 'nachtelijke weergave' en verder de 'ramen' van New York.
De wandsculptuur omvatte meer dan 35 segmenten, elk op een zwart geschilderd houten reliëf. De Port Authority of New York and New Jersey duidde Nevelson aan om een sculptuur te maken die zou worden tentoon gesteld in een van de toen recent voltooide Twin Towers van het World Trade Center. De kunstenares creëerde gelijk haar grootste werk tot dan toe (een halve meter bij ongeveer een meter).
Op 11 september 2001 werd Nevelsons Hemelpoort, New York geheel vernietigd als gevolg van de instorting van de North Tower.